# Joachim Gottschalk
Joachim Gottschalk, född 10 april 1904 i Calau, död 6 november 1941 i Berlin, var en tysk skådespelare. Han spelade bland annat mot Brigitte Horney i de romantiska filmerna Du och jag (Du und ich) 1938 och Flickan från Fanö (Das Mädchen von Fanö) 1941. Gottschalk blev populär, men hans karriär i Tredje riket äventyrades, då hans hustru Meta Wolff (1902–1941) var judinna. Joseph Goebbels, grundare av Reichskulturkammer, anmodade Gottschalk att skilja sig från sin hustru, men denne vägrade. När myndigheterna hotade att sända hustrun och sonen (född 1933) till koncentrationsläger, beslutade makarna sig för att begå självmord. De gav sonen en överdos veronal och gasade sedan sig själva till döds. I sitt självmordsbrev skrev Gottschalk bland annat ett citat från Heinrich von Kleist: ”Die Wahrheit ist, daß mir auf Erden nicht zu helfen war”.

## Fotnoter
1. ↑  Find a Grave, Find A Grave-ID: 8729323, läs online, läst: 9 oktober 2017.[källa från Wikidata]
2. 1 2  filmportal.de, Filmportal-ID: 67485dfd056348eaa353c55f674740c0, läst: 9 oktober 2017.[källa från Wikidata]
3. ↑  Gemeinsame Normdatei, läst: 10 december 2014.[källa från Wikidata]
4. ↑  Gemeinsame Normdatei, läst: 30 december 2014.[källa från Wikidata]
5. ↑  läs online, www.berlin.de .[källa från Wikidata]